# Telegraf.rs
Telegraf.rs je medijski portal informativno-zabavnog karaktera koji je krenuo sa radom u januaru 2012. godine.

## Osnivanje
Portal Telegraf.rs je projekat kompanije Internet Group d.o.o. Архивирано на веб-сајту  (15. август 2016), specijalizovane za poslovnu primenu interneta i koncipiran je kao  online medij čije sadržaje kreira i uređuje redakcija sa više od 100 novinara. Tehnička priprema novinskog portala je počela juna 2011. godine. Prva verzija aplikacije za mobilni telefon (Android, iOS) je nastala u aprilu 2012. 
Po podacima servisa Gemius, Telegraf.rs se nalazi u top 3 najposećenijih sajtova u Srbiji.

## Uredništvo
Kada je portal osnovan, funkciju glavnog i odgovornog urednika je obavljao Antonije Kovačević. U decembru 2012. godine, na tu poziciji dolazi Aleksandar Jovanović. 
Njega je nasledio Stefan Milošević, koji je na toj poziciji bio do oktobra 2021. godine. Aktuelni glavni i odgovorni urednik je Igor Ćuzović.  

## Uređivačka politika
Fokus je na brzim i aktuelnim informacijama informativnog ali i zabavnog karaktera uz punu integraciju sa društvenim mrežama.
Mi se ne ograničavamo samo na kratku informaciju, već se trudimo da pružimo širu sliku o događanjima, ali i da u potpunosti uključimo naše posetioce u priču. Društvene medije ne vidimo samo kao kanal za promociju, već i kao platformu za uspostavljanje odnosa sa našim čitaocima i mogućnost njihovog uključivanja u rad samog portala, čime stičemo jasnu prednost u odnosu na našu konkurenciju.— Telegraf.rs

## Sadržaji
Neke od najpopularnijih kategorija u okviru portala:
- vesti: najnovije vesti, hronika, sportske vesti,
- zabavni sadržaji: rubrika zanimljivosti, lajkovača, jetset,
- IT novosti: rubrika vesti iz sveta tehnike, posvećena novostima iz sveta mobilnih telefona, kompjutera i gadžeta.